# 南美阿克塞脂鯉
南美阿克塞脂鯉，為輻鰭魚綱脂鯉目脂鯉亞目脂鯉科的其中一個種。分布於南美洲Curuçamba河及马代拉河流域，體長可達2.1公分，棲息在底中層水域，生活習性不明。